# John Russell, 3. Baron Russell
John Russell, 3. Baron Bedford († Juli 1584 in Highgate, Essex) war ein englischer Peer und Politiker.

## Leben
Er war der zweitgeborene von vier Söhnen des Francis Russell, 2. Earl of Bedford, aus dessen erster Ehe mit Margaret St. John († 1562), Schwester des 1. Baron St. John of Bletso. Nachdem sein älterer Bruder Edward 1572 kinderlos gestorben war, führte er als Heir apparent seines Vaters den Höflichkeitstitel Lord Russell.
Von 1571 wurde er als Abgeordneter für das Borough Chipping Wycombe in Buckinghamshire ins House of Commons gewählt. 1572 wurde er Abgeordneter für das Borough Bridport in Dorset und hatte dieses Mandat bis 1581 inne. Nach 1576 unternahm er eine Reise nach Deutschland und Italien. Durch Writ of Acceleration wurde er im Januar 1581 ins House of Lords berufen und erbte dadurch vorzeitig den nachgeordneten Adelstitel seines Vaters als 3. Baron Russell.
Er starb im Juli 1585 und wurde in Westminster Abbey bestattet. Da er vor seinem Vater starb, erbte er nie dessen Titel als Earl of Bedford, stattdessen fiel der Baronstitel bei seinem Tod an den Vater zurück.

## Ehe und Nachkommen
Am 23. Dezember 1574 heiratete er in Bisham, Berkshire, Elizabeth Hoby (1528–1609), Witwe des Sir Thomas Hoby, Tochter des Sir Anthony Cooke. Seine Gattin war eine Hofdame Königin Elisabeths I. Mit ihr hatte er zwei Töchter:
- Hon. Elizabeth Russell;
- Hon. Anne Russell († 1639), ⚭ 1600 Henry Somerset, 1. Marquess of Worcester.